# Hirtella hebeclada
Hirtella hebeclada là một loài thực vật có hoa trong họ Cám. Loài này được Moric. ex DC. mô tả khoa học đầu tiên năm 1825.